# Arminia Bielefeld/Saison 1965/66
Dieser Artikel beschreibt den Verlauf der Saison 1965/66 von Arminia Bielefeld. Arminia Bielefeld trat in der Saison in der seinerzeit zweitklassigen Regionalliga West an und belegte am Saisonende den zehnten Platz. Im Westdeutschen Pokal erreichten die Arminen das Viertelfinale und qualifizierten sich durch den Sieg in dieser Runde für den DFB-Pokal. Dort scheiterte die Mannschaft bereits in der 1. Runde.

## Personalien

### Kader
| Wolfgang Schlichthaber |
| Andreas Triebel        |

| Theodor Flieger |
| Rudolf Giersch  |
| Erwin Heidinger |
| Detlef Kemena   |
| Klaus Köller    |
| Manfred Menzel  |
| Dieter Schulz   |

| Wilfried Biermann |
| Jürgen Diekmann   |
| Werner Ruchel     |
| Joachim Werner    |

| Heinz-Josef Ackermann |
| Peter Dammann         |
| Uwe Erich             |
| Bernd Kirchner        |
| Ulrich Kohn           |
| Gerd Roggensack       |
| Gustav Walenciak      |

Der Name des Mannschaftskapitäns ist nicht bekannt.

### Transfers zur Saison 1965/66
| Heinz-Josef Ackermann (SVS Merkstein) |
| Jürgen Diekmann (eigene Amateure)     |
| Detlef Kemena (Union Herford)         |
| Klaus Köller (TuS Ost Bielefeld)      |
| Joachim Werner (VfB 03 Bielefeld)     |

| Hans-Jürgen Bäsler (Tasmania Berlin)    |
| Horst Gamon (unbekannt)                 |
| Horst Möntmann (eigene Amateure)        |
| Heinz-Günter Sibilski (Preußen Münster) |

### Funktionäre und Trainer Saison 1965/66
| Funktion        | Name            |
| --------------- | --------------- |
| Cheftrainer     | Robert Gebhardt |
| Geschäftsführer | Hans Büttner    |

## Saison
Alle Ergebnisse aus Sicht von Arminia Bielefeld. Grün unterlegte Ergebnisse kennzeichnen einen Sieg, rot unterlegte eine Niederlage und gelb unterlegte ein Unentschieden.

### Regionalliga
| ST | Datum              | Gegner                  | Ort      | Ergebnis | Tor(e) für Arminia                                   |
| -- | ------------------ | ----------------------- | -------- | -------- | ---------------------------------------------------- |
| 1  | 15. August 1965    | SC Viktoria Köln        | Heim     | 5:0      | Walenciak (2), Biermann, Dammann, Kohn               |
| 2  | 22. August 1965    | Rot-Weiß Oberhausen     | Auswärts | 0:2      |                                                      |
| 3  | 29. August 1965    | Hamborn 07              | Heim     | 0:0      |                                                      |
| 4  | 5. September 1965  | Fortuna Düsseldorf      | Auswärts | 0:2      |                                                      |
| 5  | 12. September 1965 | VfL Bochum              | Heim     | 4:1      | Ackermann, Kohn, Roggensack, Walenciak               |
| 6  | 19. September 1965 | Schwarz-Weiß Essen      | Auswärts | 1:4      | Schulz                                               |
| 7  | 3. Oktober 1965    | TSV Marl-Hüls           | Heim     | 3:1      | Ruchel (2), Ackermann                                |
| 8  | 17. Oktober 1965   | Bayer 04 Leverkusen     | Auswärts | 3:5      | Roggensack (2), Kohn                                 |
| 9  | 24. Oktober 1965   | Preußen Münster         | Auswärts | 2:0      | Ackermann, Dammann                                   |
| 10 | 31. Oktober 1965   | Wuppertaler SV          | Heim     | 0:2      |                                                      |
| 11 | 7. November 1965   | Westfalia Herne         | Auswärts | 1:1      | Kohn                                                 |
| 12 | 20. November 1965  | STV Horst-Emscher       | Auswärts | 1:3      | Roggensack                                           |
| 13 | 2. Januar 1966 1   | Alemannia Aachen        | Heim     | 1:2      | Ackermann                                            |
| 14 | 20. Februar 1966 2 | Rot-Weiss Essen         | Auswärts | 1:2      | Roggensack                                           |
| 15 | 12. Dezember 1965  | Eintracht Gelsenkirchen | Heim     | 2:2      | Kohn, Roggensack                                     |
| 16 | 18. Dezember 1965  | Eintracht Duisburg      | Auswärts | 3:2      | Ackermann, Dammann, Kirchner                         |
| 17 | 26. Dezember 1965  | VfB Bottrop             | Heim     | 2:2      | Kohn, Walenciak                                      |
| 18 | 9. Januar 1966     | SC Viktoria Köln        | Auswärts | 0:2      |                                                      |
| 19 | 16. Januar 1966    | Rot-Weiß Oberhausen     | Heim     | 4:1      | Kohn (3); Eigentor durch Dieter Hentschel            |
| 20 | 30. Januar 1966    | Hamborn 07              | Auswärts | 0:1      |                                                      |
| 21 | 20. März 1966 3    | Fortuna Düsseldorf      | Heim     | 0:0      |                                                      |
| 22 | 13. Februar 1966   | VfL Bochum              | Auswärts | 4:4      | Kirchner, Kohn, Ruchel; Eigentor durch Dieter Moritz |
| 23 | 27. Februar 1966   | Schwarz-Weiß Essen      | Heim     | 2:3      | Kohn, Roggensack                                     |
| 24 | 6. März 1966       | TSV Marl-Hüls           | Auswärts | 3:2      | Kohn, Schulz, Walenciak                              |
| 25 | 13. März 1966      | Bayer 04 Leverkusen     | Heim     | 3:2      | Dammann (2), Kirchner                                |
| 26 | 6. April 1966 4    | Preußen Münster         | Heim     | 3:0      | Kohn (2), Menzel                                     |
| 27 | 3. April 1966      | Wuppertaler SV          | Auswärts | 0:3      |                                                      |
| 28 | 9. April 1966      | Westfalia Herne         | Heim     | 2:0      | Dammann, Kemena                                      |
| 29 | 17. April 1966     | STV Horst-Emscher       | Heim     | 3:1      | Kemena (2), Kohn                                     |
| 30 | 24. April 1966     | Alemannia Aachen        | Auswärts | 1:4      | Kirchner                                             |
| 31 | 1. Mai 1966        | Rot-Weiss Essen         | Heim     | 1:2      |                                                      |
| 32 | 15. Mai 1966       | Eintracht Gelsenkirchen | Auswärts | 4:0      | Dammann, Flieger, Kemena, Kohn                       |
| 33 | 22. Mai 1966       | Eintracht Duisburg      | Heim     | 1:0      | Dammann                                              |
| 34 | 29. Mai 1966       | VfB Bottrop             | Auswärts | 0:2      |                                                      |

### Westdeutscher Pokal
Durch den Viertelfinalsieg qualifizierte sich die Arminia für den DFB-Pokal.

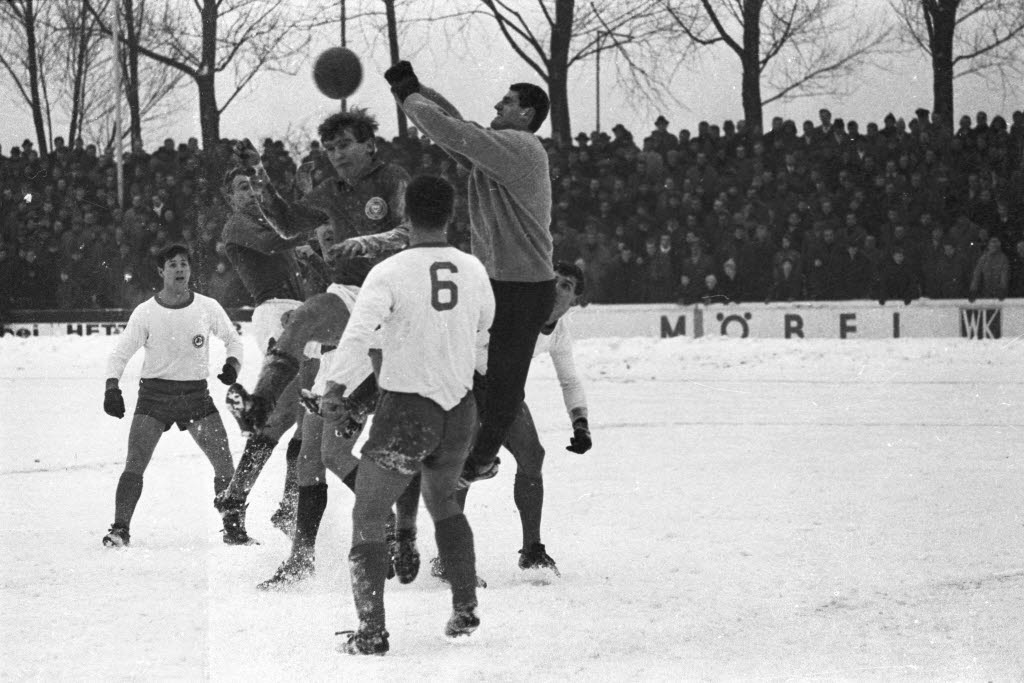
DFB-Pokalspiel bei Holstein Kiel am 22. Januar 1966

| Runde | Datum              | Gegner             | Ort      | Ergebnis | Tor(e) für Arminia         |
| ----- | ------------------ | ------------------ | -------- | -------- | -------------------------- |
| 1     | 31. Juli 1965      | VfB 03 Bielefeld   | Auswärts | 1:2      | nicht bekannt              |
| 2     | 26. September 1965 | BV Bad Lippspringe | Auswärts | 1:3      | nicht bekannt              |
| AF    | 10. Oktober 1965   | Borussia Velbert   | Heim     | 3:2      | nicht bekannt              |
| VF    | 14. November 1965  | SG Castrop-Rauxel  | Auswärts | 2:0      | nicht bekannt              |
| HF    | nicht bekannt      | Preußen Münster    | Heim     | 3:2      | nicht bekannt              |
| F     | 11. Juni 1966      | Alemannia Aachen   | Heim     | 3:2      | Kohn, Kirchner, Roggensack |

### DFB-Pokal
| Runde | Datum           | Gegner        | Ort      | Ergebnis | Tor(e) für Arminia |
| ----- | --------------- | ------------- | -------- | -------- | ------------------ |
| 1     | 22. Januar 1966 | Holstein Kiel | Auswärts | 1:3      | Roggensack         |

## Statistiken

### Spielerstatistiken
Für den Westdeutschen Pokal sind nur die im Finale eingesetzten Spieler und Torschützen bekannt. Diese Leistungen werden in dieser Tabelle nicht aufgeführt. Gelbe und Rote Karten wurden erst im Jahre 1970 eingeführt.
| Spieler                | Regionalliga | Regionalliga | Regionalliga | Regionalliga | DFB-Pokal | DFB-Pokal | DFB-Pokal   | DFB-Pokal  | Total    | Total | Total       | Total      |
| Spieler                | Einsätze     | Tore         | Gelbe Karte  | Rote Karte   | Einsätze  | Tore      | Gelbe Karte | Rote Karte | Einsätze | Tore  | Gelbe Karte | Rote Karte |
| ---------------------- | ------------ | ------------ | ------------ | ------------ | --------- | --------- | ----------- | ---------- | -------- | ----- | ----------- | ---------- |
| Heinz-Josef Ackermann  | 20           | 5            | 0            | 0            | 1         | 0         | 0           | 0          | 21       | 5     | 0           | 0          |
| Wilfried Biermann      | 10           | 1            | 0            | 0            | 0         | 0         | 0           | 0          | 10       | 1     | 0           | 0          |
| Peter Dammann          | 22           | 8            | 0            | 0            | 0         | 0         | 0           | 0          | 22       | 8     | 0           | 0          |
| Jürgen Diekmann        | 2            | 0            | 0            | 0            | 0         | 0         | 0           | 0          | 2        | 0     | 0           | 0          |
| Rolf Donnermann        | 12           | 0            | 0            | 0            | 0         | 0         | 0           | 0          | 12       | 0     | 0           | 0          |
| Uwe Erich              | 13           | 1            | 0            | 0            | 1         | 0         | 0           | 0          | 14       | 1     | 0           | 0          |
| Theodor Flieger        | 32           | 1            | 0            | 0            | 1         | 0         | 0           | 0          | 33       | 1     | 0           | 0          |
| Rudolf Giersch         | 3            | 0            | 0            | 0            | 0         | 0         | 0           | 0          | 3        | 0     | 0           | 0          |
| Erwin Heidinger        | 12           | 0            | 0            | 0            | 0         | 0         | 0           | 0          | 12       | 0     | 0           | 0          |
| Detlef Kemena          | 14           | 4            | 0            | 0            | 0         | 0         | 0           | 0          | 14       | 4     | 0           | 0          |
| Bernd Kirchner         | 22           | 4            | 0            | 0            | 1         | 0         | 0           | 0          | 23       | 4     | 0           | 0          |
| Ulrich Kohn            | 33           | 16           | 0            | 0            | 1         | 0         | 0           | 0          | 34       | 16    | 0           | 0          |
| Klaus Köller           | 6            | 0            | 0            | 0            | 0         | 0         | 0           | 0          | 6        | 0     | 0           | 0          |
| Manfred Menzel         | 33           | 1            | 0            | 0            | 1         | 0         | 0           | 0          | 34       | 1     | 0           | 0          |
| Gerd Roggensack        | 28           | 7            | 0            | 0            | 1         | 1         | 0           | 0          | 29       | 8     | 0           | 0          |
| Werner Ruchel          | 23           | 3            | 0            | 0            | 1         | 0         | 0           | 0          | 24       | 3     | 0           | 0          |
| Wolfgang Schlichthaber | 2            | 0            | 0            | 0            | 0         | 0         | 0           | 0          | 2        | 0     | 0           | 0          |
| Dieter Schulz          | 32           | 2            | 0            | 0            | 1         | 0         | 0           | 0          | 33       | 2     | 0           | 0          |
| Andreas Triebel        | 32           | 0            | 0            | 0            | 1         | 0         | 0           | 0          | 33       | 0     | 0           | 0          |
| Gustav Walenciak       | 20           | 5            | 0            | 0            | 1         | 0         | 0           | 0          | 21       | 5     | 0           | 0          |
| Joachim Werner         | 3            | 0            | 0            | 0            | 0         | 0         | 0           | 0          | 3        | 0     | 0           | 0          |

### Zuschauer
Arminia Bielefeld begrüßte zu seinen 17 Heimspielen insgesamt 152.300 Zuschauer, was einem Schnitt von 8959 entspricht. Damit belegte Arminia Bielefeld Platz fünf in der Zuschauertabelle. Den Zuschauerrekord gab mit 18.000 gegen Fortuna Düsseldorf, während nur 4500 Zuschauer die Spiele gegen Eintracht Duisburg bzw. Preußen Münster sehen wollten.